# Wereld Meteorologische Organisatie
De Wereld Meteorologische Organisatie (WMO) is de overkoepelende gespecialiseerde organisatie van de Verenigde Naties op het gebied van weer, klimaat en water en is gevestigd in het Zwitserse Genève. De WMO heeft 193 leden, waaronder Nederland (KNMI) en België (KMI). Samen met het VN-Milieuprogramma (UNEP) stelde de WMO het Intergovernmental Panel on Climate Change (IPCC) in, een gezaghebbend orgaan voor klimaatwetenschappen in relatie tot de politiek. Het secretariaat van het IPCC is overigens gehuisvest in de kantoren van de WMO. In tegenstelling tot de IMO is de WMO echter een instelling van de Verenigde Naties, en niet langer een overkoepelend orgaan van nationale weerdiensten.
De WMO is opgericht op 23 maart 1950 als vervolg op de International Meteorological Organization (IMO), de eerste internationale meteorologische organisatie die in 1873 was opgericht door KNMI-oprichter en meteoroloog Buys Ballot. In 1951 werd de WMO een gespecialiseerde instelling van de Verenigde Naties.
Zonder de WMO zou het weerbericht in zijn huidige vorm onmogelijk zijn. De weersverwachtingen zijn immers gebaseerd op meteorologische waarnemingen uit de hele wereld. Een van de belangrijkste taken is het in stand houden van een mondiaal waarnemingsnetwerk. Dagelijks verwerken 3 mondiale, 187 nationale en 34 regionale meteorologische diensten vijftien miljoen gegevens. De WMO is van groot belang voor internationale samenwerking op meteorologisch gebied, de uitwisseling van meteorologische gegevens en producten en het bevorderen van wetenschappelijk onderzoek op het gebied van weer en klimaat.

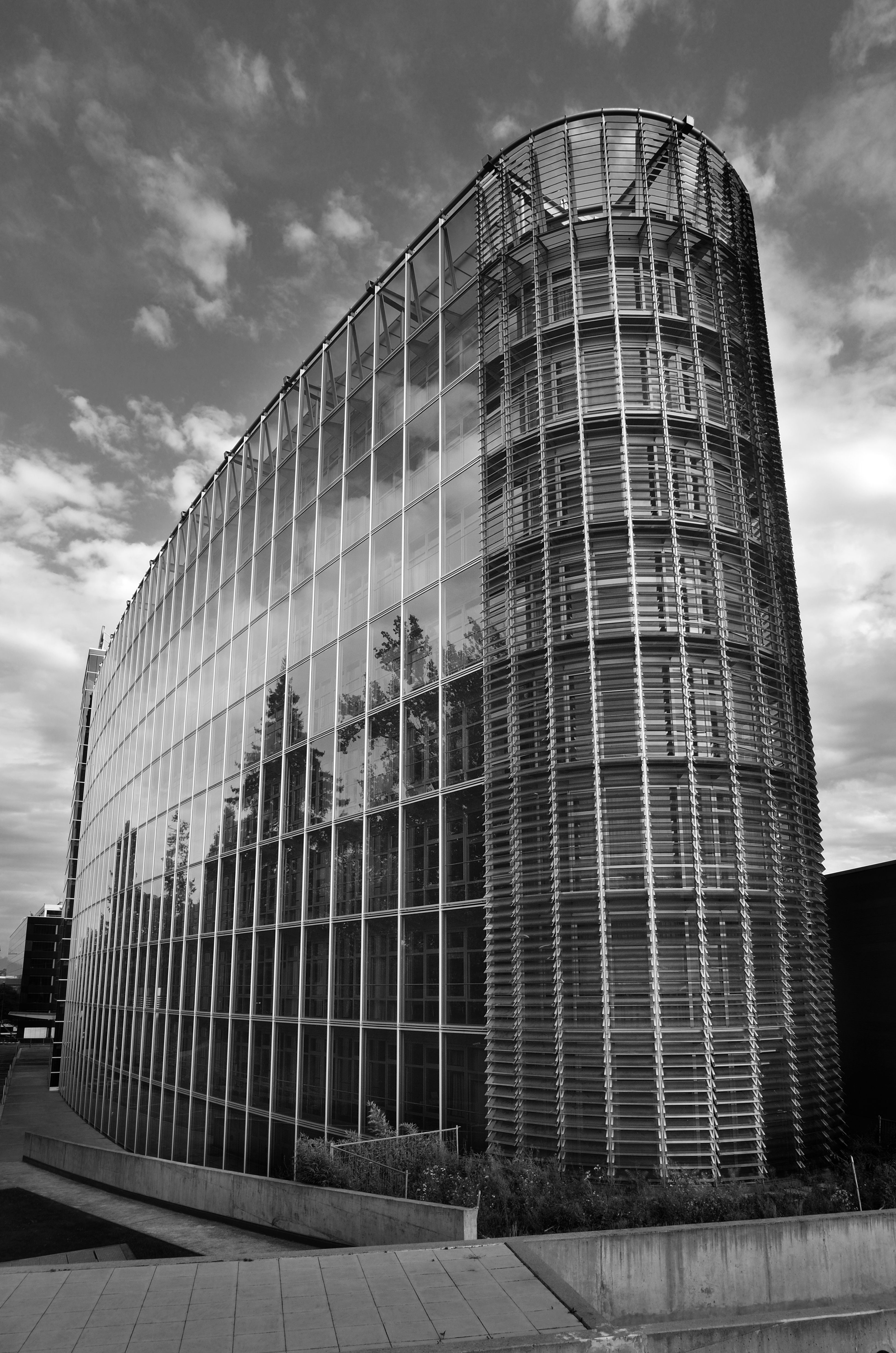
Hoofdkantoor van de WMO